# (32314) Rachelzhang
(32314) Rachelzhang es un asteroide perteneciente al cinturón de asteroides, descubierto el 24 de agosto de 2000 por el equipo del Lincoln Near-Earth Asteroid Research desde el Laboratorio Lincoln, Socorro, Nuevo México.

## Designación y nombre
Designado provisionalmente como  2000 QO42. Fue nombrado por Rachel Zhang (nacida en 1998) quien fue finalista en la Búsqueda de talentos científicos de Intel 2016, una competencia científica para estudiantes de último año de secundaria, por su proyecto de matemáticas. Asiste a la escuela secundaria Parkway South High School, en Manchester, Misuri.

## Características orbitales
Rachelzhang está situado a una distancia media del Sol de 2,853 ua, pudiendo alejarse hasta 2,982 ua y acercarse hasta 2,725 ua. Su excentricidad es 0,045 y la inclinación orbital 1,158 grados. Emplea 1760,58 días en completar una órbita alrededor del Sol.
Pertenece a la familia de asteroides de (158) Koronis.

## Características físicas
La magnitud absoluta de Rachelzhang es 14,66. Tiene 3,932 km de diámetro y su albedo se estima en 0,199.